# Нормальна форма Сколема
У логіці першого порядку деяка логічна формула є записаною в нормальній формі Сколема , якщо вона має вигляд: 
{\displaystyle \forall x_{1}\forall x_{2}\ldots \forall x_{n}A(x_{1},x_{2},\ldots ,x_{n})}
де формула {\displaystyle A(x_{1},x_{2},\ldots ,x_{n})} записана в кон'юнктивній нормальній формі, тобто є кон'юнкцією диз'юнкцій атомарних формул чи їх заперечень. Будь-яка формула логіки першого порядку може бути зведена до формули у нормальній формі Сколема за допомогою процесу, що отримав назву сколемізація. Одержана внаслідок сколемізації формула не є логічно еквівалентна вихідній формулі, проте вона є виконуваною в тому і тільки тому випадку коли такою є вихідна формула (тобто для деякої формули існує модель в тому і тільки тому випадку, коли вона існує для формули одержаної внаслідок процесу сколемізації) . 

## Сколемізація
Сколемізація полягає у заміні змінних, що квантифікуються квантором існування на терми виду {\displaystyle f(x_{1},\ldots ,x_{n})}, де {\displaystyle f} — новий функційний символ, що не зустрічається в інших місцях формули. Змінні {\displaystyle x_{1},\ldots ,x_{n}} , від яких залежить дана функція, це змінні, що квантифікуються кванторами загальності і квантори яких знаходяться перед квантором змінної, що замінюється на {\displaystyle f(x_{1},\ldots ,x_{n})}. 
Наприклад, формула {\displaystyle \forall x\exists y\forall z.P(x,y,z)} не знаходиться в нормальній формі Сколема, тому що містить квантор існування {\displaystyle \exists y}. Процес сколемізації замінює {\displaystyle y} на {\displaystyle f(x)}, де {\displaystyle f} є новим символом функції, і видаляє знак квантора існування. Результуюча формула має вигляд {\displaystyle \forall x\forall z.P(x,f(x),z)}. Терм Сколема {\displaystyle f(x)} містить {\displaystyle x} але не {\displaystyle z} оскільки квантор, який є видаленим {\displaystyle \exists y} знаходиться в області дії {\displaystyle \forall x} і не знаходиться в області дії {\displaystyle \forall z}.
Дану процедуру можна записати більш формально:
Крок 1. Привести формулу логіки першого порядку до виду:
{\displaystyle Q_{1}x_{1}Q_{2}x_{2}\ldots Q_{n}x_{n}A(x_{1},x_{2},\ldots ,x_{n})}
де {\displaystyle Q_{i}} якийсь із кванторів, а формула {\displaystyle A} не містить кванторів і знаходиться в кон'юнктивній нормальній формі. Будь-яка формула логіки першого порядку еквівалентна формулі такого виду.
Крок 2. Якщо всі квантори {\displaystyle Q_{i}} є кванторами загальності дана формула записана у формі Сколема.
Крок 3. Нехай формула має вид:
{\displaystyle \forall x_{1}\ldots \forall x_{i-1}\exists x_{i}Q_{i+1}x_{i+1}\ldots Q_{n}x_{i+1}A(x_{1},x_{2},\ldots ,x_{n})}
Тоді внаслідок сколемізації одержується нова формула:
{\displaystyle \forall x_{1}\ldots \forall x_{i-1}Q_{i+1}x_{i+1}\ldots Q_{n}x_{n}A(x_{1},\ldots x_{i-1},f(x_{1},\ldots ,x_{i-1}),x_{i+1}\ldots ,x_{n})}
У випадку якщо квантор існування знаходиться на початку формули відбувається заміна на функцію арності 0, тобто константу.
Після цього повертаємося на крок 2.
Оскільки при кожному виконанні кроку 3 кількість кванторів існування зменшується на 1, даний алгоритм зрештою дає формулу у формі Сколема.

## Приклади
{\displaystyle F:=\exists x\exists y\forall w\exists z\left(P\left(x,y,w\right)\land Q\left(z,x\right)\right)}
Дана функція не є в нормальній формі Сколема, проте знаходиться у формі одержуваній після першого кроку алгоритму.
- Застосовуємо сколемізацію до {\displaystyle \exists {x}} замінюючи {\displaystyle x} константою {\displaystyle a} :

{\displaystyle F':=\exists y\forall w\exists z\left(P\left(a,y,w\right)\land Q\left(z,a\right)\right)}
- Застосовуємо сколемізацію до {\displaystyle \exists {y}} замінюючи {\displaystyle y} константою {\displaystyle b}

{\displaystyle F'':=\forall w\exists z\left(P\left(a,b,w\right)\land Q\left(z,a\right)\right)}
- Застосовуємо сколемізацію до {\displaystyle \exists {z}}. Оскільки перед даним квантором знаходиться {\displaystyle \forall w} то здійснюємо заміну на унарну функцію від змінної {\displaystyle w}:

{\displaystyle F''':=\forall w\left(P\left(a,b,w\right)\land Q\left(f\left(w\right),a\right)\right)}
Остання формула знаходиться в нормальній формі Сколема.